# Zandaardtong
De zandaardtong (Sabuloglossum arenarium) is een schimmel behorend tot de familie Geoglossaceae. Hij leeft waarschijnlijk saprotroof met dop- en struikhei (Erica tetralix en Calluna vulgaris). Hij komt voor in stuifzanden, kustduinen en in open zand.

## Kenmerken
Het is een aardtong die is te herkennen aan zijn geringe grootte en de vorm van het vruchtlichaam met onregelmatig gevormde knobbels of uitsteeksels met een gezamenlijke steel.

## Verspreiding
De zandaardtong komt in Nederland komt in Nederland vrij zeldzaam voor. Hij staat op de rode lijst in de categorie 'Bedreigd.